# Хоцивель
Хоцивель (пол. Chociwel), Фрайенвальде (нем. Freienwalde) — город в Польше, входит в Западно-Поморское воеводство, Старгардский повят. Имеет статус городско-сельской гмины. Занимает площадь 3,67 км². Население — 3191 человек (на 2013 год).